# Marcelo Manhuari Munduruku
Marcelo Manhuari Munduruku (Pará, 01 de julho de 1984) é um professor e escritor indígena brasileiro. Destaca-se pela por sua atuação no movimento indígena na Amazônia, na comunidade Munduruku no Alto Tapajós, e por ser um dos primeiros indígenas a se formarem na área de linguística direcionada a professores indígenas pela Universidade do Estado do Mato Grosso (UNEMAT).

## Realizações Acadêmicas
Marcelo Manhuari Munduruku é graduado em licenciatura para professores indígenas e possui mestrado em linguística pela UNEMAT, sendo um dos primeiros indígenas com o título de mestre nessa área, obtido em 2022. O título de sua dissertação em linguística é Empréstimo Linguístico na língua falada pelo povo Munduruku de Mato Grosso.
Anteriormente, no ano de 2013, Marcelo participou do Sarau Literomusical, sediado na Casa Barão, no estado do Mato Grosso. Além dele, outros indígenas também participaram do Sarau, como Marcio Monzilar Corezamaé (Balatiponé-Umutina) e Agnaldo Rodrigues, que tem ascendência indígena e integram a Academia Mato-grossense de Letras. Durante o evento, Marcelo deu uma palestra, seguida por uma oficina, com o tema Línguas e Culturas de Povos Indígenas de MT. Além do encerramento da programação vespertina com um Papo Cabeça, envolvendo questões pertinentes aos povos indígenas.
Já no ano de 2019, Marcelo participou do 3º Congresso Internacional dos Povos Indígenas da América Latina realizado na Universidade de Brasília (UNB), em companhia do professor Evanilson Crixi Morimã, onde apresentaram trabalhos sobre saneamento básico e controle do fogo na terra indígena.
No ano de 2021, ele concedeu entrevista para o podcast Mekukradjá e falou sobre "a importância da literatura indígena como um instrumento para a criação de uma nova mentalidade sobre o que é ser indígena no Brasil", principalmente no que diz respeito à educação infantil.
Em 30 de agosto de 2021, Marcelo Manhuari participou do lançamento da coletânea indígena "tempos", no qual reuniu textos de autores indígenas como Eliane Xunakalo, da etnia Kurâ Bakairi, Helena Indiara Ferreira Corezomaé, do povo Umutina-Balatiponé, o próprio Marcelo, líder indígena na aldeia Nova Munduruku, e Marcio Monzilar Corezomaé, da etnia Umutina-Balatiponé.

## Atuação profissional
Marcelo trabalha desde 2016 como servidor público, com o cargo de Técnico Administrativo Educacional, na Escola Estadual Indígena Krixi Barampô e, no mesmo ano, começou a atuar como professor auxiliar na Universidade do Estado de Mato Grosso (UNEMAT) do Campus Juara. Além disso, em 2019, começou a atuar como professor auxiliar em disciplina no curso de licenciatura em pedagogia intercultural, da Faculdade Indígena Intercultural (FAINDI), do campus universitário Dep. Estadual Renê Barbour de Barra do Bugres-MT, na disciplina de Legislação Educacional e Gestão Escolar Intercultural. E no ano de 2023, Munduruku foi convidado pelo Ministério do Povos Indíngena (MDI) e foi empossado como coordenador da FUNAI de Juína, no Noroeste do Mato Grosso.

## Publicações
- A cidade das águas profundas. melhoramentos, 2013.
- Pinturas Corporais e Identidade do Povo Munduruku de Juara - Mato Grosso. 2013.
- Aldeia Nova Munduruku: Reavivamento Das Práticas Culturais do Povo Munduruku do Rio dos Peixes. unemat, 2014.
- Histórico de Contato do Povo Munduruku, unemat, 2017.
- Mudanças Climáticas Para Povo Munduruku de Juara, 2018.
- Politica Linguísticas na Aldeia Nova Munduruku em Juara - Mato Grosso, 2018.
- Processo de Saneamento Básico na Aldeia Nova Munduruku Juara - Mato Grosso, 2018.